# まさかのConfession
「まさかのConfession」（まさかのコンフェッション）は、日本の女性アイドルグループ・AKB48の楽曲。作詞は秋元康、作曲は溝口雅大が担当した。2025年4月2日にAKB48のメジャー65作目であり20周年イヤーの第一弾となるシングルとしてユニバーサル ミュージック（EMI Records）から発売された。楽曲のセンターポジションは八木愛月が務めた。

## 背景とリリース
前作『恋 詰んじゃった』から約9か月ぶりとなるシングル。
初回限定盤のType-A、Type-B、Type-C、および通常盤、Official Shop盤の5形態で発売された。
2025年1月6日にAKB48劇場で行われた「ここからだ」公演において、選抜メンバー16名および18期研究生である八木愛月がセンターを務めることが発表された。八木はシングル表題曲で初のセンターとなり、研究生がシングル表題曲のセンターに指名されるのはAKB48史上初である。
選抜メンバーは63rdシングル『カラコンウインク』から2作（1年1か月）ぶりに16名となった。坂川陽香と19期研究生から伊藤百花と花田藍衣の3名が初選抜された。平田侑希は『カラコンウインク』以来2作（1年1か月）ぶりに選抜復帰した。前作の選抜メンバーのうち下尾みう、田口愛佳、徳永羚海、長友彩海、橋本恵理子、正鋳真優の6名は選抜から外れた。
振付は、松岡篤志/Acchanが担当。サビのダンスは「いろいろな野菜の中から選ばれて引っこ抜かれる」とのイメージで、八木が「野菜引っこ抜きポーズ」と命名した。
2025年3月8日にAKB48公式YouTubeチャンネルにてミュージックビデオが公開され、同日にAKB48劇場で選抜メンバー16名による初パフォーマンスを同チャンネルの生配信で行った。
テレビ番組では、同年3月31日に『プレミアMelodiX!』（テレビ東京）で初披露された。
全タイプ共通のカップリング曲として、リリース時点で在籍している全メンバーで歌唱する「桜の花びらたち 2025」が収録されている。また、Type Aには村山彩希の卒業ソングとなる「ゆいりー」が収録された。

## アートワーク
| 初回限定盤Type-A | 選抜メンバー全16名                                                                                             |
| 初回限定盤Type-B | 小栗有以、佐藤綺星、千葉恵里、八木愛月、山内瑞葵                                                               |
| 初回限定盤Type-C | 大盛真歩、小栗有以、倉野尾成美、千葉恵里、向井地美音、村山彩希、山内瑞葵                                       |
| 通常盤           | 秋山由奈、伊藤百花、大盛真歩、倉野尾成美、坂川陽香、千葉恵里、花田藍衣、平田侑希、水島美結、向井地美音、山﨑空 |
| Official Shop盤  | 小栗有以、佐藤綺星、村山彩希、八木愛月、山内瑞葵                                                               |

## チャート成績
初週37万2000枚を売り上げ、2025年4月14日付のオリコン週間シングルランキングで初登場1位を獲得。2009年11月2日付での『RIVER』から52作連続、通算では52作目のシングル1位となり、自身の持つ歴代1位記録を自己更新したほか、シングル連続TOP10入り獲得作品数が63作となり、こちらも歴代1位記録を自己更新した。

## ミュージック・ビデオ
まさかのConfession
監督：池田大 / 振付：松岡篤志 / 制作：FAB
テーマは「まさかの主役抜てき」。高校の演劇部に所属する16名の青春物語となっており、主人公の八木が主役に抜てきされ、卒業式の後夜祭で舞台に立つまでの仲間との日々が描かれている。撮影は長野県松本市にある旧制松本高等学校で行われた。
ゆいりー
監督：大野敏嗣 / 振付：武田舞香 / 制作：PARADE Tokyo

## シングル収録トラック

### Type-A
| #         | タイトル                                | 作詞      | 作曲                                        | 編曲             | 時間  |
| --------- | --------------------------------------- | --------- | ------------------------------------------- | ---------------- | ----- |
| 1.        | 「まさかのConfession」                  | 秋元康    | 溝口雅大                                    | 野中“まさ”雄一   | 4:26  |
| 2.        | 「桜の花びらたち 2025」(全メンバー)     | 秋元康    | 上杉洋史                                    | 樫原伸彦         | 5:23  |
| 3.        | 「ゆいりー」(村山彩希)                  | 秋元康    | 永野小織、田辺望、小木岳司、sorano、Ryo Ito | 田辺望、小木岳司 | 4:00  |
| 4.        | 「まさかのConfession（Instrumental）」  |           | 溝口雅大                                    | 野中“まさ”雄一   | 4:26  |
| 5.        | 「桜の花びらたち 2025（Instrumental）」 |           | 上杉洋史                                    | 樫原伸彦         | 5:23  |
| 6.        | 「ゆいりー（Instrumental）」            |           | 永野小織、田辺望、小木岳司、sorano、Ryo Ito | 田辺望、小木岳司 | 3:58  |
| 合計時間: | 合計時間:                               | 合計時間: | 合計時間:                                   | 合計時間:        | 27:36 |

| #  | タイトル                              | 作詞 | 作曲・編曲 |
| -- | ------------------------------------- | ---- | ---------- |
| 1. | 「Documentary〜20年目のリスタート〜」 |      |            |
| 2. | 「overture 2.0」                      |      |            |
| 3. | 「ここからだ」                        |      |            |
| 4. | 「恋愛カンニング」                    |      |            |
| 5. | 「ロマンティック男爵」                |      |            |
| 6. | 「劇場へ ようこそ!」                  |      |            |

### Type-B
| #         | タイトル                                | 作詞      | 作曲      | 編曲           | 時間  |
| --------- | --------------------------------------- | --------- | --------- | -------------- | ----- |
| 1.        | 「まさかのConfession」                  | 秋元康    | 溝口雅大  | 野中“まさ”雄一 | 4:26  |
| 2.        | 「桜の花びらたち 2025」(全メンバー)     | 秋元康    | 上杉洋史  | 樫原伸彦       | 5:21  |
| 3.        | 「晴れ渡る」(18期研究生)                | 秋元康    | 柳沢英樹  | 柳沢英樹       | 4:05  |
| 4.        | 「まさかのConfession（Instrumental）」  |           | 溝口雅大  | 野中“まさ”雄一 | 4:26  |
| 5.        | 「桜の花びらたち 2025（Instrumental）」 |           | 上杉洋史  | 樫原伸彦       | 5:21  |
| 6.        | 「晴れ渡る（Instrumental）」            |           | 柳沢英樹  | 柳沢英樹       | 4:03  |
| 合計時間: | 合計時間:                               | 合計時間: | 合計時間: | 合計時間:      | 27:42 |

| #  | タイトル                 | 作詞 | 作曲・編曲 |
| -- | ------------------------ | ---- | ---------- |
| 1. | 「Lollipop」             |      |            |
| 2. | 「風の待ち伏せ」         |      |            |
| 3. | 「クリスマスリング」     |      |            |
| 4. | 「2月のMermaid」         |      |            |
| 5. | 「振り向きざまのキッス」 |      |            |
| 6. | 「夜中過ぎのアウトロー」 |      |            |

### Type-C
| #         | タイトル                                | 作詞      | 作曲               | 編曲           | 時間  |
| --------- | --------------------------------------- | --------- | ------------------ | -------------- | ----- |
| 1.        | 「まさかのConfession」                  | 秋元康    | 溝口雅大           | 野中“まさ”雄一 | 4:26  |
| 2.        | 「桜の花びらたち 2025」(全メンバー)     | 秋元康    | 上杉洋史           | 樫原伸彦       | 5:21  |
| 3.        | 「Skipping stone」(19・20期研究生)      | 秋元康    | 木下めろん、N-Gram | N-Gram         | 3:56  |
| 4.        | 「まさかのConfession（Instrumental）」  |           | 溝口雅大           | 野中“まさ”雄一 | 4:26  |
| 5.        | 「桜の花びらたち 2025（Instrumental）」 |           | 上杉洋史           | 樫原伸彦       | 5:21  |
| 6.        | 「Skipping stone（Instrumental）」      |           | 木下めろん、N-Gram | N-Gram         | 3:56  |
| 合計時間: | 合計時間:                               | 合計時間: | 合計時間:          | 合計時間:      | 27:26 |

| #  | タイトル                     | 作詞 | 作曲・編曲 |
| -- | ---------------------------- | ---- | ---------- |
| 1. | 「奇跡が消えても」           |      |            |
| 2. | 「シクラメンが咲く頃」       |      |            |
| 3. | 「まだ見たことのない景色へ」 |      |            |
| 4. | 「緞帳を上げてくれ!」        |      |            |
| 5. | 「そんなに好きだったら」     |      |            |
| 6. | 「Hungry love」              |      |            |

### 通常盤 / Official Shop盤
| #         | タイトル                                | 作詞      | 作曲      | 編曲           | 時間  |
| --------- | --------------------------------------- | --------- | --------- | -------------- | ----- |
| 1.        | 「まさかのConfession」                  | 秋元康    | 溝口雅大  | 野中“まさ”雄一 | 4:26  |
| 2.        | 「桜の花びらたち 2025」(全メンバー)     | 秋元康    | 上杉洋史  | 樫原伸彦       | 5:21  |
| 3.        | 「タイムマシン不要論」(Universe Girls)  | 秋元康    | 三谷秀甫  | 野口大志       | 5:14  |
| 4.        | 「まさかのConfession（Instrumental）」  |           | 溝口雅大  | 野中“まさ”雄一 | 4:26  |
| 5.        | 「桜の花びらたち 2025（Instrumental）」 |           | 上杉洋史  | 樫原伸彦       | 5:21  |
| 6.        | 「タイムマシン不要論（Instrumental）」  |           | 三谷秀甫  | 野口大志       | 5:13  |
| 合計時間: | 合計時間:                               | 合計時間: | 合計時間: | 合計時間:      | 30:01 |

## 選抜メンバー
- 秋山由奈
- 伊藤百花
- 大盛真歩
- 小栗有以
- 倉野尾成美
- 坂川陽香
- 佐藤綺星
- 千葉恵里
- 花田藍衣
- 平田侑希
- 水島美結
- 向井地美音
- 村山彩希
- 八木愛月
- 山内瑞葵
- 山﨑空